# 요시노 다카미쓰
요시노 다카미쓰(일본어: 吉野 峻光, 1989년 4월 24일 ~ )는 일본의 전 축구 선수이다.

## 구단 경력
과거 세레소 오사카, 방포레 고후에서 활동하였다.